# Alloco

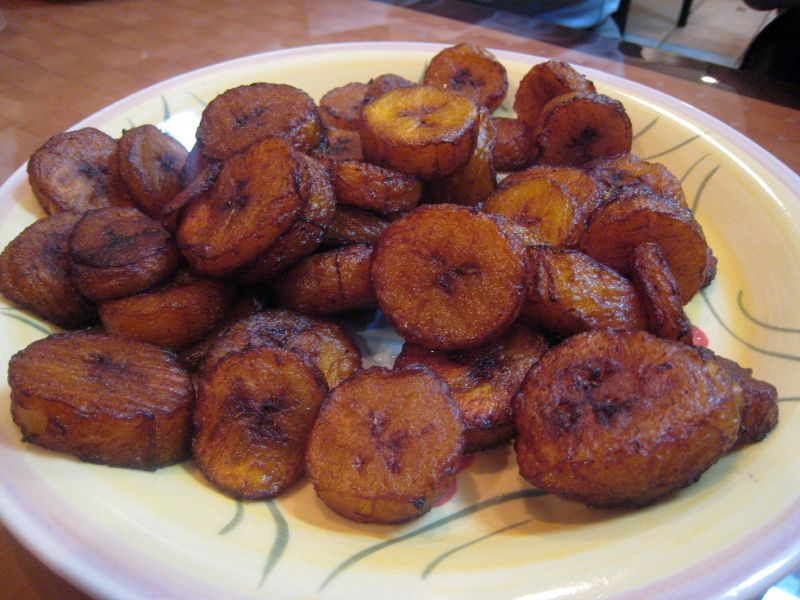
Platillo con alloco.

Alloco (también escrito como aloco u aloko) es un platillo tradicional muy popular en África Occidental y Central, es elaborado a base de plátanos fritos. A menudo es acompañado con ají picante y cebollas. Predomina en Costa de Marfil, Camerún guinnea y otras naciones africanas en su vecindad.
El alloco es considerado un tipo de comida rápida y es vendido en las calles de Costa de Marfil. En el barrio de Cocody hay una zona denominada Allocodrome ya que en ella se han ubicado numerosos vendedores de carne asada y alloco.
Preparaciones similares son hechas en el Caribe, bajo el nombre de tajada. 

## Etimología
Etimológicamente el nombre "alloco" proviene de manda alloco, un término baoulé que se traduce como "plátano maduro" o "plátano dulce". La palabra alloco en sí significa algo maduro y dulce y proviene del grupo étnico baoulé, ubicado principalmente en el centro de Costa de Marfil.
Sin embargo, este plato tiene otros nombres como dodo en Benín, amadan en Togo, kelewele en Ghana o incluso makemba en Congo.

## Descripción

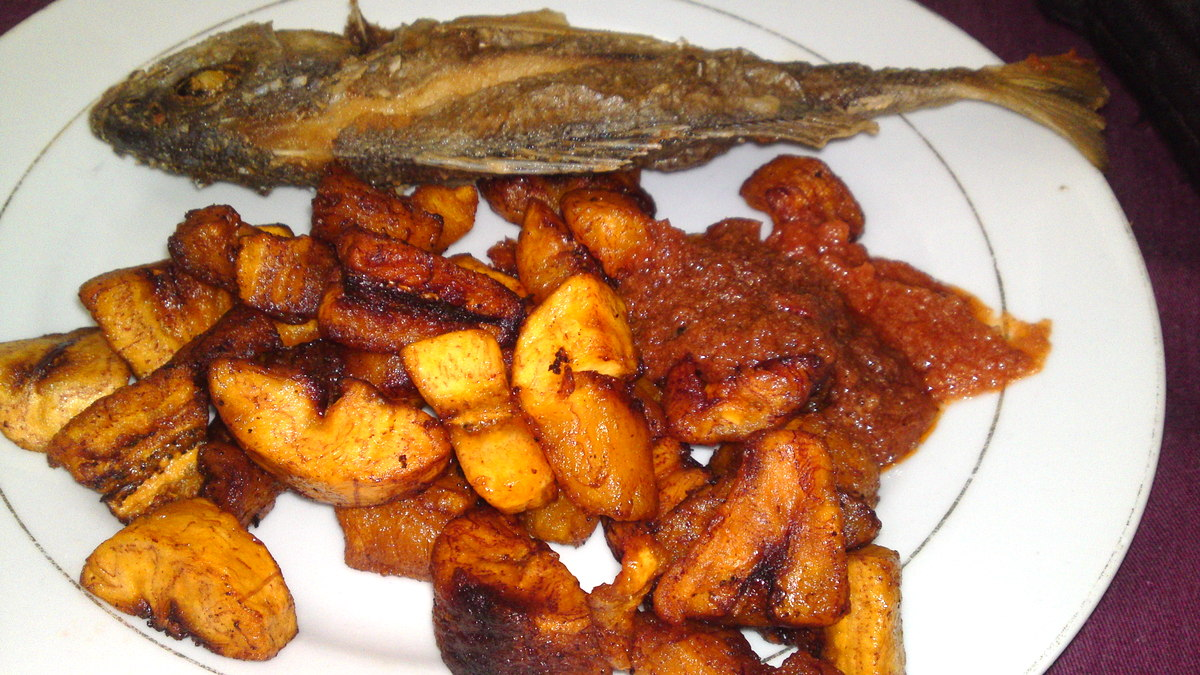
Alloco y pescado frito en Abiyán.

El alloco se compone de plátanos fritos en aceite de palma o de maní, colza e incluso aceite de girasol, y se usa con mayor frecuencia como refrigerio o como acompañamiento de un plato. Es importante recordar que en Costa de Marfil los plátanos se fríen principalmente en aceite de palma en las áreas urbanas, como en las áreas rurales.
Es costumbre que este platillo se deguste con pescado frito en la merienda al final de la tarde (a las 16 horas), pero su uso como acompañamiento con carnes en salsa es cada vez más extendido. Su venta a los lados de las carreteras o en los mercados y su bajo precio lo convierten en una especialidad culinaria muy accesible. El alloco no siempre se acompaña de pescado o carne, sino también de huevos de gallina hervidos para quienes tienen recursos económicos limitados.